# NGC 1718
NGC 1718 (другое обозначение — ESO 85-SC10) — рассеянное скопление в созвездии Золотой Рыбы. Входит в состав Большого Магелланова Облака.
Этот объект входит в число перечисленных в оригинальной редакции «Нового общего каталога».
Является довольно богатым металлами скоплением, но в нём наблюдается умеренный дефицит альфа-элементов. В NGC 1718 было обнаружено 2 красных гиганта.